# Copa de la República Àrab Unida
La Copa de la República Àrab Unida fou una competició que es disputà l'any 1961 entre clubs de la República Àrab Unida, unió d'Egipte i Síria.

## Format
La competició incloïa 4 equips, els campions i subcampions de les copes d'Egipte i Síria, enfrontant-se el campió d'una copa amb el finalista de l'altra i viceversa,
| 1960–61 Copa siriana participants | 1960–61 Copa egípcia participants |
| --------------------------------- | --------------------------------- |
| Al-Ahly Damasc (Campió)           | Al Ahly Cairo (Campió)            |
| Al-Ahly Aleppo (Finalista)        | Qanah Suez (Finalista)            |

## Semifinals
| Al Ahly Cairo                     | 5 – 0 | Al-Ahly Alep |
| --------------------------------- | ----- | ------------ |
| Karam · Taha Ismail · Saleh Selim |       |              |

 Cairo International Stadium, Cairo
| Al-Ahly Damasc | 2 – 1 | Qanah Suez |
| -------------- | ----- | ---------- |
|                |       |            |

 Abbasiyyin Stadium, Damasc

## Final
| Al Ahly Cairo                                | 4 – 1 | Al-Ahly Damasc |
| -------------------------------------------- | ----- | -------------- |
| Mimi El-Sherbini · Taha Ismail · Saleh Selim |       | Maghrabi       |

 Cairo International Stadium, Cairo